# Baterie (instrument muzical)
Reprezentarea unei baterii (set de tobe).

1. tobă mare (mai rar, tobă bas) – en. bass drum

2. cazan – en. floor tom

3. tobă mică (sau premier) – en. snare drum

4. tom-tom – en. tom

5. fuscinel – en. hihat, Charleston

6. alte cinele (mai răspândite sunt crash și ride)

Bateria (cunoscută și ca set de tobe – en. drum kit – sau doar forma de plural tobe – en. drums) reprezintă un instrument muzical de percuție complex, format din mai multe percuții acționate de o singură persoană, numită baterist. Componentele sunt așezate în fața sau în laterala instrumentistului așezat pe un scaun (mult mai rar în spate), într-o structură tip care permite acționarea simultană a maxim patru percuții. Se folosesc mâinile și picioarele (tălpile) pentru acționarea instrumentelor componente. Mâinile se servesc de „baghete” (mult mai bine cunoscute ca bețe de tobe) din lemn sau metal, al căror capăt cu care se acționează este sau nu învelit într-un material mai puțin rigid (textil, pâslă ș.a.), măturele sau se pot folosi mâinile goale (rar), în vreme ce tălpile acționează două-trei (în cazuri speciale, mai multe) pedale.
Bateria include un număr de tobe (definite ca instrumente membranofone, cutii cilindrice cu adâncimea mai mică decât diametrul și ale căror baze sunt două membrane, dintre care una este acționată, iar cealaltă are rol de rezonanță), cinele (sau talgere, discuri din metal care sunt fixate pe un stativ și sunt acționate cu bețele, printr-o pedală sau chiar cu mâna) și diverse alte instrumente, după gustul și necesitățile instrumentistului sau muzicii.